# 土岐バイパス

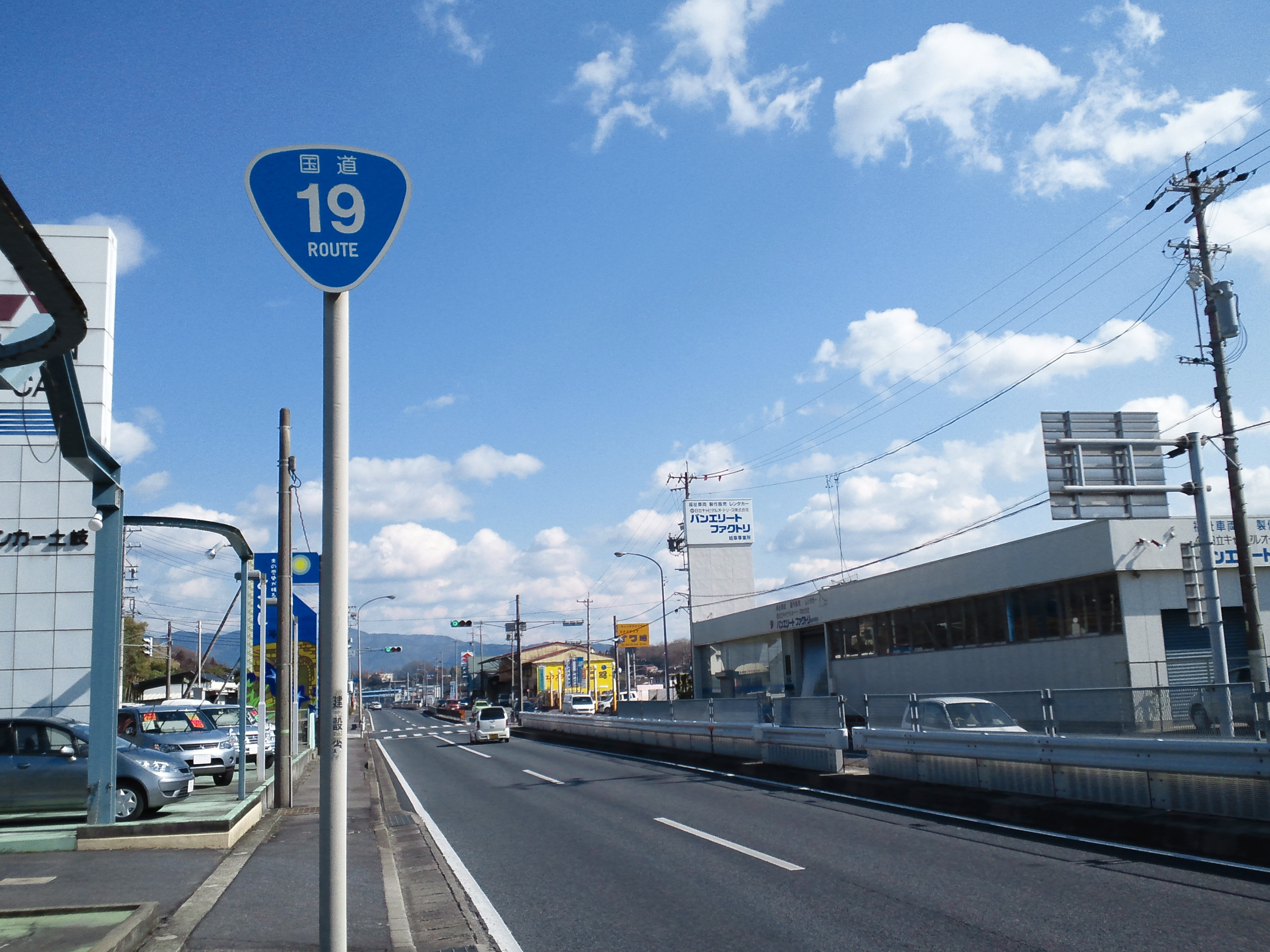
土岐市泉町河合（2013年2月）

土岐バイパス（ときバイパス）は、岐阜県土岐市土岐津町土岐口から土岐市泉町河合までの国道19号のバイパス。全長7.9kmで、土岐市街地を北に迂回する道路。土岐市大富交差点から東は国道21号が重複している。

## 概要
昭和30年代後半、交通量の増加による国道19号土岐市街地の渋滞の解消のため計画、整備された。

### 主な構造物
- 御幸高架橋（130m）

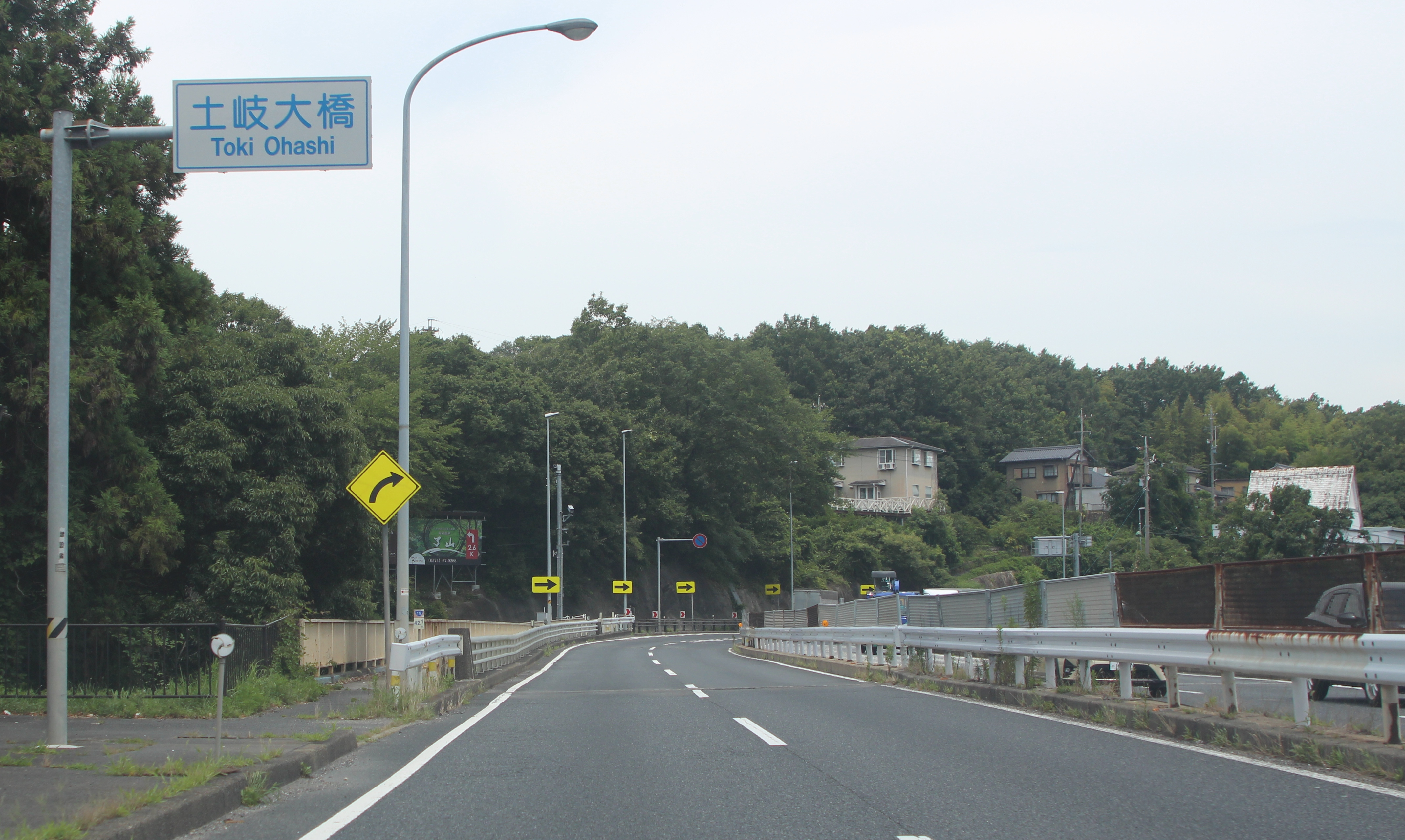
土岐大橋

- 土岐大橋

## 沿革
- 1963年（昭和38年）：事業着手
- 1971年（昭和46年）：全線開通
- 1974年（昭和49年）：都市計画決定
- 1976年（昭和51年）：全線4車線化（事業終了）

## 区間
- 始点：土岐市土岐津町土岐口
- 終点：土岐市泉町河合

## 周辺
- 土岐川
- イオンモール土岐